# Ian Raby
Ian Ewart Raby (* 22. September 1921 in Woolwich; † 7. November 1967 in Lambeth) war ein britischer Automobilrennfahrer.

## Karriere
Der Gebrauchtwagenhändler Raby bestritt seine ersten Autorennen in den 1950er-Jahren in der Formel 3. Wirklich erfolgreich waren die Gehversuche nicht, erst mit dem Erwerb eines Cooper 1956 wendete sich das Blatt. Raby konnte einige Siege einfahren und bis 1958 fuhr er neben der Formel 3 auch Sportwagenrennen.
Anfang der 1960er-Jahre konzentrierte er sich voll auf den Monoposto-Sport. Nach zwei Saisons in der Formel Junior kaufte sich Raby 1962 einen ausrangierten Gilby, um 1963 in die Automobil-Weltmeisterschaft einzusteigen. Er wurde Dritter beim Gran Premio di Roma und gab beim Großen Preis von Großbritannien sein Debüt in der Weltmeisterschaft.
1964 wurde der Gilby durch einen Brabham BT3 ersetzt, mit dem Raby zwei weitere Grand-Prix-Rennen bestritt.
1966 wechselte Raby mit einem Brabham BT14 in die Formel 2. Er wurde Fünfter beim Eifelrennen, bevor ein schwerer Unfall in Brands Hatch die Saison vorzeitig beendete. 1967, bereits 46 Jahre alt, kehrte er in die Formel 2 zurück, um an der ersten Europameisterschaft teilzunehmen. Beim Rennen in Zandvoort am 30. Juli 1967 hatte er einen weiteren schweren Unfall. Raby konnte zwar lebend aus dem Wrack geborgen werden, starb aber wenige Monate später an seinen schweren Verletzungen.

## Statistik

### Statistik in der Automobil-Weltmeisterschaft
Diese Statistik umfasst alle Teilnahmen des Fahrers an der Automobil-Weltmeisterschaft, die heutzutage als Formel-1-Weltmeisterschaft bezeichnet wird.

#### Gesamtübersicht
| Saison | Team            | Chassis     | Motor      | Rennen | Siege | Zweiter | Dritter | Poles | schn. Rennrunden | Punkte | WM-Pos. |
| ------ | --------------- | ----------- | ---------- | ------ | ----- | ------- | ------- | ----- | ---------------- | ------ | ------- |
| 1963   | Ian Raby Racing | Gilby 62    | BRM 1.5 V8 | 1      | −     | −       | −       | −     | −                | −      | −       |
| 1964   | Ian Raby Racing | Brabham BT3 | BRM 1.5 V8 | 1      | −     | −       | −       | −     | −                | −      | −       |
| 1965   | Ian Raby Racing | Brabham BT3 | BRM 1.5 V8 | 1      | −     | −       | −       | −     | −                | −      | −       |
| Gesamt | Gesamt          | Gesamt      | Gesamt     | 3      | −     | −       | −       | −     | −                | −      |         |

#### Einzelergebnisse
| Saison | 1 | 2 | 3 | 4   | 5   | 6   | 7   | 8 | 9 | 10 |
| ------ | - | - | - | --- | --- | --- | --- | - | - | -- |
| 1963   |   |   |   |     |     |     |     |   |   |    |
|        |   |   |   | DNF | DNQ | DNQ |     |   |   |    |
| 1964   |   |   |   |     |     |     |     |   |   |    |
|        |   |   |   | DNF |     |     | DNQ |   |   |    |
| 1965   |   |   |   |     |     |     |     |   |   |    |
|        |   |   |   | 11  |     | DNQ |     |   |   |    |

| Legende  | Legende            | Legende                                                          |
| Farbe    | Abkürzung          | Bedeutung                                                        |
| -------- | ------------------ | ---------------------------------------------------------------- |
| Gold     | –                  | Sieg                                                             |
| Silber   | –                  | 2. Platz                                                         |
| Bronze   | –                  | 3. Platz                                                         |
| Grün     | –                  | Platzierung in den Punkten                                       |
| Blau     | –                  | Klassifiziert außerhalb der Punkteränge                          |
| Violett  | DNF                | Rennen nicht beendet (did not finish)                            |
| Violett  | NC                 | nicht klassifiziert (not classified)                             |
| Rot      | DNQ                | nicht qualifiziert (did not qualify)                             |
| Rot      | DNPQ               | in Vorqualifikation gescheitert (did not pre-qualify)            |
| Schwarz  | DSQ                | disqualifiziert (disqualified)                                   |
| Weiß     | DNS                | nicht am Start (did not start)                                   |
| Weiß     | WD                 | zurückgezogen (withdrawn)                                        |
| Hellblau | PO                 | nur am Training teilgenommen (practiced only)                    |
| Hellblau | TD                 | Freitags-Testfahrer (test driver)                                |
| ohne     | DNP                | nicht am Training teilgenommen (did not practice)                |
| ohne     | INJ                | verletzt oder krank (injured)                                    |
| ohne     | EX                 | ausgeschlossen (excluded)                                        |
| ohne     | DNA                | nicht erschienen (did not arrive)                                |
| ohne     | C                  | Rennen abgesagt (cancelled)                                      |
| ohne     | keine WM-Teilnahme |                                                                  |
| sonstige | P/fett             | Pole-Position                                                    |
| sonstige | 1/2/3/4/5/6/7/8    | Punktplatzierung im Sprint-/Qualifikationsrennen                 |
| sonstige | SR/kursiv          | Schnellste Rennrunde                                             |
| sonstige | *                  | nicht im Ziel, aufgrund der zurückgelegten Distanz aber gewertet |
| sonstige | ()                 | Streichresultate                                                 |
| sonstige | unterstrichen      | Führender in der Gesamtwertung                                   |

### Le-Mans-Ergebnisse
| Jahr | Team               | Fahrzeug   | Teamkollege  | Platzierung | Ausfallgrund |
| ---- | ------------------ | ---------- | ------------ | ----------- | ------------ |
| 1957 | Cooper Car Company | Cooper T39 | Jack Brabham | Rang 15     |              |

### Einzelergebnisse in der Sportwagen-Weltmeisterschaft
| Saison | Team             | Rennwagen   | 1   | 2   | 3   | 4   | 5   | 6   | 7   |
| ------ | ---------------- | ----------- | --- | --- | --- | --- | --- | --- | --- |
| 1957   | Cooper           | Cooper T39  | BUA | SEB | MIM | NÜR | LEM | KRI | CAR |
| 1957   | Cooper           | Cooper T39  |     | 15  |     |     |     |     |     |
| 1958   | Elva Racing Team | Elva Mk.III | BUA | SEB | TAR | NÜR | LEM | RTT |     |
| 1958   | Elva Racing Team | Elva Mk.III |     |     | DNF |     |     |     |     |